# Arinu
Arinu (też Arinnu, Arini) – starożytne miasto poświadczone w źródłach asyryjskich z końca II i początku I tys. p.n.e., leżące najprawdopodobniej w północno-wschodniej Mezopotamii. Teksty asyryjskie umieszczają je w krainie Musri, u stóp góry Aisa. Po raz pierwszy wzmiankowane jest w inskrypcjach asyryjskiego króla Salmanasara I (1274-1245 p.n.e.). W trakcie jego najazdu na Musri armia asyryjska obległa i zdobyła Arinu, obracając je w ruinę. Miasto zostało odbudowane, ale za czasów panowania asyryjskiego króla Tiglat-Pilesera I (1114-1076 p.n.e.) ponownie zostało oblężone przez armię asyryjską. Mieszkańcy Arinu postanowili się poddać i zdać na łaskę asyryjskiego króla. Ten, w zamian za obietnicę regularnego płacenia trybutu, oszczędził miasto. W okresie późniejszym Arinu było jednym z trzech miast utraconych przez Asyrię na rzecz kraju Szubru (Szubria). Kontrolę nad nimi odzyskał dopiero asyryjski król Adad-nirari II (911-891 p.n.e.).